# Brian McKnight
Brian McKnight (Buffalo, 5 de junho de 1969) é um cantor norte-americano indicado para o Grammy, e compositor, arranjador, produtor e músico de R&B e Soul. É um multi-instrumentista que sabe tocar nove instrumentos: piano, guitarra, baixo, bateria, percussão, trombone, tuba, trompa e trompete.

## Biografia
A carreira musical de McKnight começou com uma infância musical, na qual ele foi membro de coral da Igreja Adventista do Sétimo Dia, da qual ele fez parte, e o líder de uma banda no ginásio em Sweet Home High School em Amherst, Nova Iorque. Incentivado por seu irmão mais velho, Claude da grupo Take 6, para conseguir um contrato de gravação, McKnight enviou fitas demo e, aos 19 anos, assinou seu primeiro contrato de gravação com a Mercury Records. Ele lançou seu primeiro álbum, Brian McKnight, em 1992. Continuou a lançar mais três álbuns pela gravadora Mercury antes de se mudar para a gravadora Motown. Seu último álbum pela gravadora Mercury, Anytime vendeu mais do dois milhões de cópias e foi indicado ao Grammy.
Em 1999, McKnight lançou Back at One (seu segundo lançamento pela Motown; depois do álbum de Natal Bethlehem) que vendeu mais que três milhões de cópias e no Brasil fez dueto desta música com cantora Ivete Sangalo. Durante sua carreira, ele trabalhou com alguns músicos, incluindo Ma$e, Sean "Puffy" Combs, Mary J. Blige, Justin Timberlake, Vanessa Williams, Stevie Wonder, Kirk Franklin, Rachelle Ferrel, For Real, Mariah Carey, Regine Velasquez, Boyz II Men, Christina Aguilera, Shoshana Bean, St.Lunatics, Ivete Sangalo, Quincy Jones, Take 6, Tânia Mara e Sorriso Maroto.
McKnight é divorciado, tem dois filhos e mora atualmente em Los Angeles, California.

## Habilidade vocal
Brian Mcknight, um tenor Dramático, é considerado uma das vozes masculinas mais potentes da geração atual. Sendo comparado a grandes nomes da música americana como Luther Vandross, Stevie Wonder, Peabo Bryson, Michael Jackson, entre outros. Apesar de nunca se ter dito que Brian aprendeu com o método Speech Level Singing, parece que ele encontrou uma maneira de desenvolver sua voz mista. Ele canta como Vandross e outros artistas ao subir em notas mais altas (podemos notar isso em seu dueto com Mariah Carey, no single Whenever You Call, onde ele emite um C5 em voz plena no trecho:"…And I won't hesitate at all…",  em Back at One, onde ele emite um Bb4 no trecho:"…into this lonely heart of mine…", e também em Back At One, onde emite um E5 em falsete no trecho "…Just in the nick of time…"
Brian McKnight tem uma extensão de quatro oitavas e é capaz de sustentar sua voz nos registros mais agudos. (A canção "Love Of My Life" é quase que inteiramente em falsete e ele alcança um Eb5; o que está além da extensão da maioria dos tenores.) A transição entre seu falsete e sua voz de cabeça também é mais suave do que na maioria dos cantores.